# Le Tallud
Le Tallud település Franciaországban, Deux-Sèvres megyében. Lakosainak száma 1972 fő (2022. január 1.). Le Tallud Azay-sur-Thouet, Châtillon-sur-Thouet, Parthenay, Pompaire, Saint-Aubin-le-Cloud és Saint-Pardoux-Soutiers községekkel határos.

## Népesség
A település népességének változása:
| Lakosok száma | 2068 | 2043 | 2080 | 2021 | 2010 | 2000 | 1989 | 1980 | 1972 |
|               | 2013 | 2015 | 2016 | 2017 | 2018 | 2019 | 2020 | 2021 | 2022 |